# Carlo Böcklin

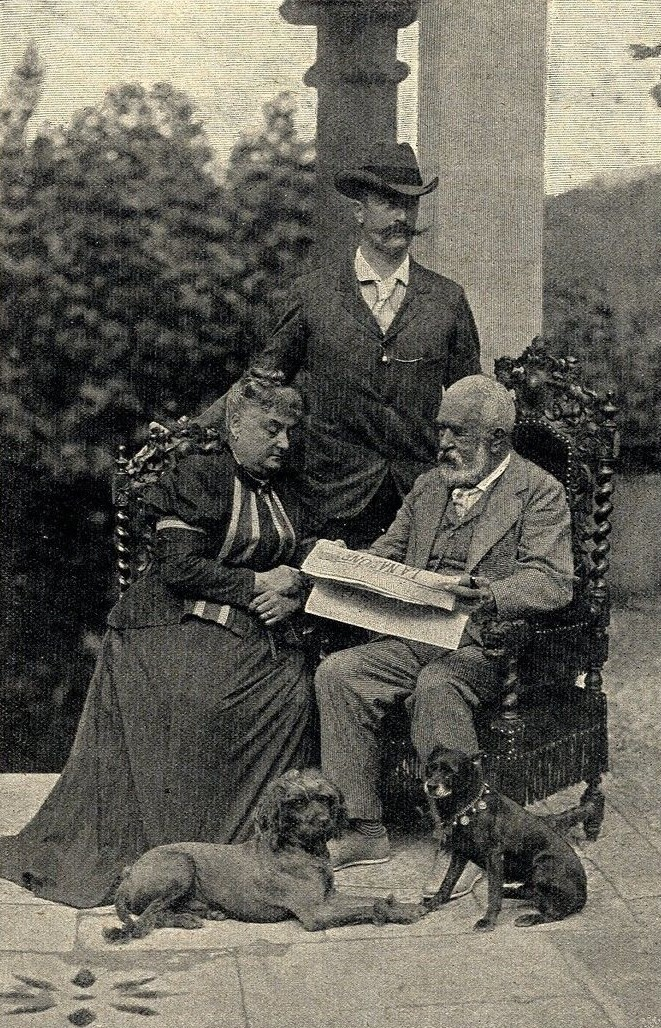
Carlo Böcklin mit seinen Eltern, um 1900

Carlo Böcklin (* 18. Januar 1870 in Basel; † 31. August 1934 in Fiesole bei Florenz) war ein Schweizer Architekt und Maler.

## Leben

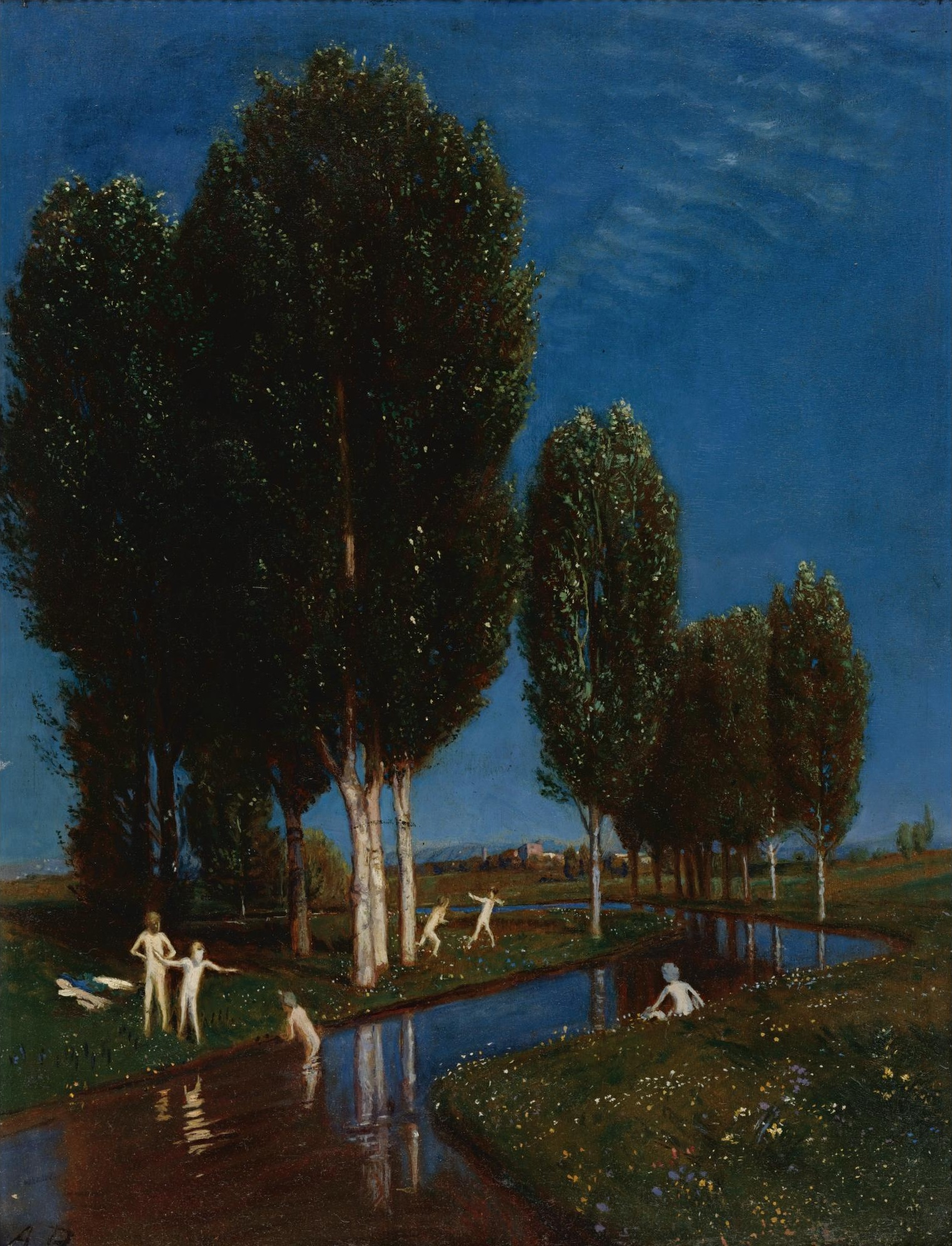
Sommertag, 1899

Carlo Böcklin wurde als Sohn des Schweizer Malers Arnold Böcklin und dessen Ehefrau Angela, geborene Pascucci (1836–1915), in Basel geboren. Am Polytechnikum Zürich studierte er Architektur. Eine Weile arbeitete er im Büro von Max Hasak am Erweiterungsbau der Reichshauptbank Berlin mit. Ab 1894 widmete er sich der Malerei, in der ihn sein Vater unterwiesen hatte, und lebte seit 1895/1896 in San Domenico bei Fiesole, in der Villa Bellagio, dem Alterswohnsitz seines Vaters, später in einem eigenen Wohnsitz nebenan, der Villa Bencistà. Er war verheiratet mit Nadeschda «Nadia», geborene von Gringmuth (1879–1957), einer Tochter des deutsch-russischen Publizisten und Politikers Wladimir Andrejewitsch Gringmuth. Aus ihrer Ehe gingen drei Söhne hervor, Roland (1900–1972), Waldemar (1901–1984) und Harald (1909–1911).
Zu seinen Freunden zählte der Schweizer Maler und Grafiker Fritz Boscovits. Im Hause Böcklins verkehrten auch der evangelische Theologe und Schriftsteller Arthur Bonus und dessen ebenfalls schriftstellerisch tätige Ehefrau Beate.
Carlo Böcklin schuf Bildnisse, darunter Porträts seiner Eltern, außerdem malte er Landschaften. Ferner kopierte er Motive seines Vaters und fertigte Grafiken. Auch wirkte er an Gemälden seines Vaters mit. 1901 malte er eine Version der Toteninsel, die sich heute in der Sammlung der Eremitage in Sankt Petersburg befindet. Um die Jahrhundertwende stellte er im Basler Kunstverein und im Rahmen der Berliner Secession aus. Für das private Theaterspiel seiner Kinder kreierte er Handpuppen, die 1908 in der Zeitschrift Der Kunstwart vorgestellt und 1911 auf den deutschen Markt gebracht wurden. Als Architekt baute er die Villa seines Vaters um und erweiterte sie, zudem entwarf er das Grabmal seines Vaters auf dem Cimitero Evangelico agli Allori.
Im Zuge der Erweiterung der väterlichen Villa durch eine Loggia mit einer Aussicht auf Florenz erbaute er östlich gegenüber dem Wohnhaus an der Stelle früherer Stallungen ein Doppelatelier für seinen Vater und sich, außerdem einen für toskanische Villen typischen Turm. Das Ensemble, wozu auch eine vorhandene Kapelle gehörte, gruppierte er um einen Innenhof mit Kolonnade. Die Steinmetzarbeiten für Kapitelle, Kragsteine und Gesimse spiegeln Böcklins Vorliebe für antikisierende Motive.
Nach einer Behauptung des Kunsthistorikers Richard Muther, einige Arnold Böcklin zugeschriebene Bilder, die nach dessen Tod auf einer Ausstellung in Venedig gezeigt worden waren, seien gar nicht von diesem gemalt worden, kam es zu einem Rechtsstreit, in dessen Verlauf im Jahr 1902 eine Erklärung der Familie Böcklin veröffentlicht wurde, nach der Carlo Böcklin nur bei gewissen Wiederholungen von Motiven «mitgeholfen» habe, «auf Wunsch und unter Aufsicht des Vaters».